# ورزشگاه بیما
ورزشگاه بیما (به لاتین: Bima Stadium) یک ورزشگاه در اندونزی است که در سیریبون واقع شده‌است.